# Francisco Cabestany Piñol
Francisco Cabestany Piñol (Barcelona, España, 1926 - Buenos Aires 13 de agosto del 2021) es un pintor, escultor y docente argentino. Llegó a la República Argentina con su familia en el año 1928, radicándose en Buenos Aires. Adquirió la Ciudadanía Argentina y Española. Desde niño mostró gran inclinación por las Artes. Incursionó en Literatura, Poesía, Teatro y Música. En 1944 se inició como dibujante y pintor.
Desde 1945 a 1955 cursó las tres Escuelas Nacionales de Bellas Artes más importantes del país: la Escuela de Bellas Artes Manuel Belgrano, la Escuela Nacional de Bellas Artes Prilidiano Pueyrredón y Escuela Superior de Bellas Artes de la Nación Ernesto de la Cárcova , egresando como Profesor Nacional de Dibujo, Escultor-Decorador y profesor Superior de Escultura. Ejerce la Docencia Artística en Escultura desde el año 1952 y en Escuelas Superiores de Artes Visuales de Chivilcoy, Luján y la Escuela de Artes Visuales «Antonio Berni» del Partido de General San Martín de la que también fue director.
En Buenos Aires fue profesor de escultura, dibujo, historia del arte y sistema de composición en las Escuelas de Bellas Artes Manuel Belgrano y Prilidiano Pueyrredón. Conferencista, exsecretario de la Asociación Argentina de Artistas Escultores y uno de los redactores de sus publicaciones.
Su obra cultural y artística ha sido distinguida en distintas oportunidades y difundida por el mundo, por medio de publicaciones y libros especializados e Internet. "Cabestany Piñol es un artista de rara probidad y por la extensión de su trayectoria, de admirable energía" decía Rafael Squirru en 2002. Su trabajo también fue comentado por Fermín Fevre y en el libro "Panorama del Arte Argentino".
Varias de sus obras escultóricas están emplazadas en lugares públicos de Buenos Aires, como el "Monumento a Las Familias" inaugurado en enero de 1963 en la ciudad de Ayacucho, como así también en Museos, Entidades Culturales y en poder de particulares de Argentina, Barcelona, Brasil, Canadá y Mallorca.
A la par de su trabajo artístico y docente, F.C.P. continuó investigando sobre el arte de América y Universal, basándose en especialistas en la materia. Publicó Visión Retrospectiva I, 1944-69, Visión Retrospectiva II, 1944-74, Técnica de la Escultura, basada en varias conferencias encargadas por el Museo de Artes Plásticas Eduardo Sívori, Lo simbiótico, los conflictos, las fantasías universales, de América, de Argentina y en la obra de Francisco Cabestany Piñol, ensayos, dos ediciones. La segunda fue editada por el Museo de Artes Visuales de Gral. San Martín.
Fue convocado como jurado en diferentes concursos de artes plásticas, como el Concurso de Esculturas «Elina Stewart»
  en 2011.
13 de agosto del 2021 por la noche falleció por causas naturales, confirmado por la familia.